# ديليسي
ديليسي (Δήλεσι) هي بلدة في فويوتيا في مقاطعة كينتريكي إلادا في اليونان.
يبلغ عدد سكانها حوالي 1.976 نسمة.